# Kayako Tōjō
Kayako Tōjō (jap. 東條 郁矢子, Tōjō Kayako; * 15. März 1980) ist eine frühere japanische Skeletonpilotin.
Kayako Tōjō begann noch unter dem Namen Kayako Yamada 2002 mit dem Skeletonsport und gehörte seit 2003 zum japanischen Nationalkader. Tōjō bestritt ihr erstes internationales Rennen im Dezember 2003 im Rahmen des Skeleton-America’s-Cup in Calgary, wo sie 26. wurde. Bis November 2006 startete Tōjō international ausschließlich im America’s Cup. Bestes Ergebnis war ein elfter Platz im November 2005 in Park City. Ein Jahr später debütierte sie an selber Stelle im Skeleton-Weltcup und erreichte dort in ihrem ersten Rennen 24. Danach trat sie nur noch in einem weiteren Rennen im Folgemonat an, in dem sie 26. wurde. In der Gesamtwertung des Weltcups in der Saison 2006/07 belegte sie Platz 38. National gewann sie 2003 den japanischen Meistertitel, 2006 wurde Tōjō hinter Eiko Nakayama und Natsuko Naka Dritte.